# 욜란테 스네이더르카바우
욜란테 스네이더르카바우(Yolanthe Sneijder-Cabau, 1985년 3월 19일 ~ )는 스페인, 네덜란드의 사회자, 배우이다.

## 출연 작품
- 폴리스 아카데미쉬